# Страхопудало (персонаж)
Страхопудало (англ. The Scarecrow) — вигаданий персонаж і супер лиходій з DC Comics, він є одним з основних ворогів Бетмена. Був створений Біллом Фінгером і Бобом Кейном і вперше з'явився у Finest Comics #3 (1941), персонаж також з'являється у фільмах, іграх та мультфільмах. Професор психології на ім'я Джонатан Крейн, який вивчає страх.
У списку IGN «Top 100 Comic Book Villains» (2009) опинився на 58 місці.